# M'Baye Niang
M'Baye Babacar Niang (pronunție în franceză [ˈm.be ˈniˈɑŋ], n. 19 decembrie 1994, Meulan⁠(d), Île-de-France, Franța) este un fotbalist francez și senegalez, care joacă pe post de atacant sau mijlocaș lateral la Wydad în Botola. Pe plan internațional, are prezențe la națională pentru Franța U16⁠(d), Franța U17⁠(d), Franța U21⁠(d) și Senegal.

## Statistici carieră

### Club
La 22 februarie 2014.
| Club         | Sezon        | Campionat | Campionat | Cupă    | Cupă   | Europa  | Europa | Total   | Total  |
| Club         | Sezon        | Meciuri   | Goluri    | Meciuri | Goluri | Meciuri | Goluri | Meciuri | Goluri |
| ------------ | ------------ | --------- | --------- | ------- | ------ | ------- | ------ | ------- | ------ |
| Caen         | 2010–11      | 7         | 3         | 0       | 0      | —       | —      | 7       | 3      |
| Caen         | 2011–12      | 23        | 5         | 0       | 0      | —       | —      | 23      | 5      |
| Caen         | Total        | 30        | 8         | 0       | 0      | —       | —      | 30      | 8      |
| Milan        | 2012–13      | 20        | 0         | 2       | 1      | 2       | 0      | 24      | 1      |
| Milan        | 2013–14      | 8         | 0         | 0       | 0      | 1       | 0      | 9       | 0      |
| Milan        | Total        | 28        | 0         | 2       | 1      | 3       | 0      | 33      | 1      |
| Montpellier  | 2013–14      | 7         | 3         | 3       | 1      | —       | —      | 10      | 4      |
| Montpellier  | Total        | 7         | 3         | 3       | 1      | —       | —      | 10      | 4      |
| Career total | Career total | 65        | 11        | 5       | 2      | 3       | 0      | 73      | 13     |